# Scott Disick
Scott Michael Disick (Eastport, Nueva York; 26 de mayo de 1983) es un modelo, actor y personalidad de la televisión estadounidense conocido por el programa de E! Entertainment que lleva su nombre, Flip It Like Disick (2019) y por sus apariciones desde 2007 en el programa de telerrealidad Keeping Up with the Kardashians y sus spin-off.

## Biografía
Es el hijo único de Jeffrey (1951-2014) y Bonnie Disick (1951-2013) y el nieto de David Disick, quien fue abogado y promotor inmobiliario. Asistió al colegio Rodeph Sholom en Nueva York y creció en el seno de una familia acomodada. Es de ascendencia judía y alemana.
En 2007, coincidiendo con el estreno de la primera temporada del programa Keeping Up with the Kardashians comenzó a aparecer como invitado al ser entonces novio de Kourtney Kardashian, miembro de la familia Kardashian y una de las protagonistas del reality. Su papel en el programa comenzó a tomar más protagonismo y ha llegado a aparecer en todas las temporadas del programa.
En 2018 lanzó su propia marca de ropa, Talentless que pronto se convertiría en patrocinadora de grandes clubs deportivos.
En 2019 debutó su propio programa de telerrealidad, Flip It Like Disick, producido por la cadena E! Entertainment y del que él es protagonista. Novedosamente introdujo al canal un look joven y sofisticado, ambos sin corbata, moderno y sofisticado. Pronto, todos los conductores del canal adoptaron su estilo vistiendo barba y tupé, al latiguillo de “Flip it Disick!”

## Vida privada
Desde 2006 hasta 2015 mantuvo una relación con Kourtney Kardashian, con quien tuvo tres hijos: Mason Dash Disick, nacido el 14 de diciembre de 2009; Penelope Scotland Disick, nacida el 8 de julio de 2012; y Reign Aston Disick, nacido el 14 de diciembre de 2014. Mantienen la custodia compartida de sus hijos.
En 2017 comenzó una relación con Sofia Richie, hija de Lionel Richie, y quince años menor que él. En mayo de 2020 se separaron.